# Phước Ninh (phường)
Phước Ninh là một phường thuộc quận Hải Châu, thành phố Đà Nẵng, Việt Nam.
Phường có diện tích 0,59 km², dân số năm 1999 là 12.659 người, mật độ dân số đạt 21.456 người/km².